# Церафрониды
Церафрониды (лат. Ceraphronidae) — семейство паразитических наездников надсемейства Ceraphronoidea подотряда стебельчатобрюхие отряда перепончатокрылые насекомые. Размеры очень мелкие (от 0,5 до 4,5 мм). Крылья с сильно редуцированным жилкованием, почвенные формы часто бескрылые. Усики самцов состоят из 11 члеников, а самок — из 7—10.

## Биология
Паразиты (паразитоиды и гиперпаразитоиды) галлиц Cecidomyiidae, некоторые — сетчатокрылых и перепончатокрылых, иногда в муравейниках. Виды, развивающиеся в личинках наездников из семейства Aphidiidae — вторичные паразиты тлей.

## Распространение
Космополитное

## Классификация
Мировая фауна включает 15 родов и более 300 видов, в Палеарктике — 4 рода и около 100 видов. Фауна России включает 4 рода и 39 видов наездников этого семейства (мировая фауна по другой оценке состоит из 16 родов и 360 видов).

## Список родов
- род Abacoceraphron Dessart, 1975 (Ориентальный)
- род Aphanogmus Thomson, 1858 (космополитный)[4]
- род Ceraphron Jurine, 1807 (космополитный)
- род Cyoceraphron Dessart, 1975
- род Donadiola Dessart, 1975 (Ориентальный)
- род Ecitonetes Brues, 1902 (Новый свет)
- род Elysoceraphron Szelenyi, 1936 (Палеарктика)
- род Gnathoceraphron Dessart et Bin, 1981 (Африка)
- род Homaloceraphron Dessart et Masner, 1969 (Новый свет)
- род Kenitoceraphron Dessart, 1975 (Палеарктика)
- род Masner Mikó & Deans, 2009 (Австралия, Фиджи)[5]
- род Microceraphron Szelenyi, 1935 (Палеарктика)
- род Pteroceraphron Dessart, 1981 (Новый свет)
- род Retasus Dessart, 1984 (Африка)
- род Synarsis Förster, 1878
- род Trassedia Cancemi, 1996[6][3]